# 社会問題
社会問題（しゃかいもんだい）とは、一般に広くその存在が知れ渡っている未解決の普遍的な問題・懸案事項のこと。
特に現象に対して批判的なニュアンスを含まない関連語には社会現象がある。政治の方向性や特定の政策に関連している場合や、施政の上での課題となっている場合には、政治問題とも呼ばれる。
なお、社会問題に関係する概念としては社会病理があり、こちらは社会に確認される現象を病気の症状に準え捉えた語で、社会学の一端には社会病理学という専門の学術研究分野が存在する。ことこの場合の「確認された現象」は、いわゆる社会問題としての曖昧な総体的イメージではなく、具体的に逸脱している個人・集団であり、これらの逸脱したケースを通して、その状態を「発症」するに至った病理（この場合は社会構造や要素などから、結果に至るメカニズムまで）を解明することが社会病理学の範疇である。

## 概要
このように形容される問題・懸案事項（解決が求められる問題点）は、一般の人々にとってもその存在が知れ渡っており、社会に属しながらその意思決定に参加したがらない大衆にあってすら問題視する事柄である。
この社会問題に属するものは広範囲に影響を与えるため、多くの人が解決を望み、また解決に尽力することになる。しかし余りに普遍的な問題であるために、各々のケースは解決しても類似するケースが多く発生する。そのため、それぞれの事象にはそれぞれに即したケアが求められるなど、一朝一夕には解決し得ない問題でもある。
これの原因となるモノ（「物」ないし「者」または「事象」）は、その社会に普遍的（何処にでも存在する）であったり、なかなか手を出し難い存在（権力・権威）であったり、また明確かつ完全な解決策がまだ発見されていないものである。幾つかのケースでは単純な解決策があるものの、全体に同様の解決策を（コスト・利権・時間的な制約による）適用したがらないものである。
また問題の概要は広く多くの人が知る所であっても、肝心の詳細が知らされていない場合もあり、これらではマスメディアの意図的な誤解を招く報道（虚偽報道）や一部の者が流布する嘘・デマ・詭弁等により歪曲されて認識されているケースも見られる。
このほか、複数の民族間で各々の価値観の違いから、双方が問題視しているにもかかわらず、なかなか合意点に達せない問題も多い。場合によっては一方の民族社会では社会問題として認識されながらも、もう一方の民族では問題視すらされていないケースまである（民族問題）。これは「問題はその社会の構成員に問題視されて初めて問題となる」という社会問題の持つ性質によるものである。

### 派生させる社会的問題
影響が広域に及ぶ事から、関連事象の発生も含めると非常に大きな変化の要因ともなるため、これを意図して所定の問題への注意を喚起させ、情報操作を扇動しようとする者までおり、その在り様も含めて社会問題となりうる。
こういった広く行き渡る社会的な問題においては、より多くの者が問題解決に参加することも望まれるため、報道やマスメディアを通じても様々な情報が提供されており、またインターネットなどでも問題視する側が情報提供を行っている。ただこういった情報発信者の中には詭弁を使ったり、意図的に誤解をさせる情報を発信している者もおり、これはメディア・リテラシーが問われる別の社会問題ともなる。

## 日本における社会問題の主な例

### 人口に関する問題
- 少子高齢化 - 出生率が低下して高齢者の割合が高まることで、労働力の低下や社会保障費の増大、病院・介護施設の不足などの問題が起こる[1]。2025年には、第一次ベビーブームで生まれた「団塊の世代」が75歳以上の後期高齢者となり、人口の約3分の1が65歳以上の高齢者になる見込みで「2025年問題」とも呼ばれる[2]。第二次ベビーブームで生まれた「団塊ジュニア世代」が65歳以上となる「2040年問題」もある。
- 人口の減少 - 人口が減少することで労働人口が減り、経済規模の縮小が懸念されている。みずほ総合研究所の調査によれば、労働人口は2050年には4,640万人、2065年には3,946万人まで落ち込むと見込まれている[3]。
- 未婚化・晩婚化 - 日本では未婚化・晩婚化が進んでおり、出生率低下の原因となっている。2020年の国勢調査での男性の未婚率は34.6％、女性の未婚率は24.8％と高く、同じく2020年の調査では、平均初婚年齢について夫は31.0歳、妻は29.4歳と上昇してきている[1]。

### 地域に関する問題
- 都市部への人口集中 - 東京・名古屋・大阪を中心とした三大都市圏への人口集中が進んでおり、過密化による感染症リスク・自然災害リスクの増加や交通混雑、地方にからの人口流出による地域経済の担い手不足などの問題を引き起こしている[4]。交通渋滞による一人あたりの年間渋滞損失時間は約40時間[5]。
- 空き家問題 - 高齢化が進んだことなどにより空き家が増えており、2033年頃には空き家数が全住宅のおよそ3分の1にあたる2,150万戸に達するという試算もある。空き家の老朽化が進むと倒壊などのリスクが増えるため「空家等対策特別措置法」が制定された[6]。
- 買い物難民 - 様々な理由により、生活に必要な食料品や日用品を気軽に調達できない人たちを指す。その主な原因として、高齢者の増加や地域の過疎化、地方の食料供給事情の悪化、流通網・交通網の弱体化などが挙げられる[7]。
- 限界集落 - 65歳以上が人口の50%以上を占めている集落のことを指す。2015年度の国土交通省と総務省が共同調査で全国で1万5,568箇所あることがわかった。治安が悪化し、犯罪発生のリスクが高まるとされる[8]。
- 耕作放棄地 - 1年以上作物が育てられておらず、今後数年間もその予定がなく放置された農地のことを指す。食糧自給率の低下や雑草・害虫の発生、ごみの不法投棄、防災機能の低下などを引き起こすとされる[9]。
- インフラの老朽化 - 道路や鉄道、上下水道やダムなど、社会を支える基本的施設の中には、1964年の東京オリンピックに合わせて建設されたものが多く、補修を進めなければ事故につながるおそれがある。日本の道路橋の約67%が、2033年には建設後50年を経過するとされる[1]。

### 医療・福祉に関する問題
- 介護難民 - 介護従事者の不足により、介護施設はあるものの対応できる職員がいないことで、施設に入居したくてもできない介護難民が生まれている[10]。要介護認定者数は年々増加しており、2040年には988万人となる見通しである一方、介護職員については2035年には68万人不足すると見られている[11]。
- 老老介護 - 高齢者の介護を高齢者が行うこと。介護を行う高齢者の体力的、精神的負担が大きく、共倒れの状態になるおそれがあるほか、ストレスから認知症になるリスクも高まる。なお、高齢の認知症患者の介護を、同様に認知症の高齢者の家族が行うことを「認認介護」と呼ぶ[12]。
- 社会保障費の増大 - 高齢化による社会保障給付費の増加、少子化による保険料の減少が重なり、国民から集めた保険料では足りず、税金や借金でまかなう額が増えている[1]。75歳以上の後期高齢者1人あたりにかかる医療費・介護費は急増するため、今後も社会保障費は増えていくと見られている[13]。2018年度の国民医療費は約43.4兆円と2年連続で過去最高額を更新しており、社会保障給付金の30%以上を占めている[11]。
- 介護離職 - 介護に専念するために仕事を離れなければならなくなることを指す。厚生労働省の調査によれば、年間で約9.5万人が介護などを理由に離職している[14]。

### 労働に関する問題
- 貧困 - 日本は先進国の中では相対的貧困率が高く、2018年時点で15.4％とおよそ6人に1人が貧困状態にある。シングルマザーやシングルファーザーといったひとり親世帯が貧困に陥りやすいとされる。子どもの自信喪失につながりやすく、進学をあきらめて貧困の連鎖を引き起こすことが考えられる[1][15]。
- ハラスメント - 人に対する「嫌がらせ」や「いじめ」などの迷惑行為全般を指す。職場で起こりやすい代表的なハラスメントとして、性的な言動によるセクシュアルハラスメント（セクハラ）や、職務上の地位などの優位性を利用したパワーハラスメント（パワハラ）、妊娠・出産・育児休業などの言動によるマタニティハラスメント（マタハラ）が挙げられる[16]。
- ジェンダー不平等 - 社会的・文化的な性別（ジェンダー）にもとづいた偏見や、男女間の賃金格差、政治参加率の違いなどの不平等問題を指す。2020年のUNDPによるジェンダー不平等指数について、日本は162か国中24位と先進国の中で高い[17]。
- ワーキングプア - フルタイムで働きながらも、収入が低いため貧困状態にある人のことを指す。主な要因として非正規雇用割合の増加や、企業の人件費削減、長期的なデフレなどが挙げられる。金銭面から子どもを育てることが難しいため、少子高齢化につながる[18]。

### 教育・子どもに関する問題
- ヤングケアラー - 本来大人が担うべき家事や家族の世話などを日常的に行っている18歳未満の子どものことを指す。勉強や睡眠、友人と遊ぶための時間などが取れず問題となっている[19][20][21]。
- 待機児童 - 厚生労働省によれば「保育園の利用申込を済ませて保育の必要性が認定されているにもかかわらず利用できていない子ども」のことを指す。背景として、保育士の不足、共働き世帯の増加などが挙げられる[22]。
- 子どもの貧困 - 親の収入が少ないことなどが原因で、相対的貧困状態に陥る子供がいる。子どもへの教育格差はそのまま経済格差へとつながり、貧困層と富裕層の二極化が進むと考えられている。日本財団子どもの貧困対策チームの調査によれば、子どもの貧困がもたらす社会的損失は42.9兆円[23]。

### 環境に関する問題
- 異常気象・気候変動 - 近年は記録的な大雨や大雪、日照不足などの異常気象が多く起こっており、その要因の一つは地球温暖化とされている[1]。21世紀末（2100年）までに世界平均気温は0.3～4.8℃上昇すると見られている[5]。
- 海洋プラスチック - 海へと流れついたプラスチックごみを指す。自然界で分解されにくいため、海洋生物の誤飲や、船の航行を妨害するなどの問題を起こす。微小サイズのマイクロプラスチックを摂取した魚を人間が食べることで、人体への影響も懸念されている。2010年の推計では、日本の海洋プラスチック発生量は年間6万トン[1][24][25]。

### 食糧に関する問題
- フードロス（食品ロス） - まだ食べられるものの廃棄されてしまう食品を指す。資源の有効活用と環境負荷への配慮という観点から削減が求められている。2019年度の推計値で日本の1年間のフードロスの量は約570万トンと計算されている。フードロス削減のため、2019年10月には「食品ロスの削減の推進に関する法律」が施行された。[1][26][27]。
- 食糧自給率問題 - 日本の食料自給率は他の国と比べて比較的低く、必要な食料の多くを輸入に頼っている。食糧自給率は長期的には低下傾向が続いているが、2000年代に入ってからは横ばい傾向で推移している[1][28][29]。